# 司馬邈
司馬邈（？—366年），东晋宗室，司马懿玄孙，汝南文成王司马亮曾孙，汝南怀王司马矩之孙，汝南威王司马祐之子。
建武元年（317年）十一月甲子，以其兄司馬弼出继新蔡庄王司马确。大兴元年（318年）十一月司马弼去世，无子。咸和八年（333年）四月，晋成帝以司馬邈袭封新蔡王（治所在今河南省新蔡县）。司马邈位至侍中，太和元年（366年）三月辛亥，新蔡王司馬邈去世。

## 子
- 司馬晃
- 司馬崇

| 前任： 司馬弼 | 晋朝新蔡王 333年－366年 | 繼任： 司馬晃 |